# Christian Bundegaard
Christian Bundegaard (født 3. december 1961 i Aarhus) er en dansk maler, forfatter og idéhistoriker, (cand. phil. i idéhistorie fra Aarhus Universitet), der desuden har studeret arkitektur ved Arkitektskolen i Aarhus og er uddannet fra Forfatterskolen 1989.
Christian Bundegaard er tidligere litterær direktør for forlaget Gyldendal, lærer ved Testrup Højskole, programmedarbejder ved Danmarks Radio, research fellow ved tænketanken PSIS, Graduate Institute of International Studies i Genève, attaché ved den danske FN-mission i Genève og kommunikationschef i 3XN Arkitekter.
Han har udstillet i bl.a. København, Bruxelles, New York og Palma de Mallorca, skrevet en række bøger, artikler og bidrag til antologier om bl.a. filosofi, kulturhistorie, arkitektur, design, litteratur og film, senest (2018) “Finn Juhl - Liv, værk, verden”. Desuden har han sammen med sin hustru, tidl. udviklingsminister Anita Bay Bundegaard oversat en række bøger af bl.a. Paul Auster. Christian Bundegaard har ateliers i Uccle i Belgien og i Sóller på Mallorca.

## Udvalgt bibliografi
- Billedlotteri, Borgen, 1986 (digte); Finis Terrae, Borgen, 1989 (digte); Sejlads, Gyldendal, 1996 (digte); At fiske i himlen, Danmarks Radio, 1998 (essays); The Battalion State, PSIS, 2004 (essay); "Bydelen der ville være en have" (essay) i Grethe F. Rostbøll (red.): Byen i byen – Frederiksbergs moderne kulturhistorie, Politikens Forlag, 2008; Postens hovedkvartér, Post Danmark, 2012; Finn Juhl - Liv, værk, verden, Strandberg Publishing, 2018.